# Robert M. Morgenthau

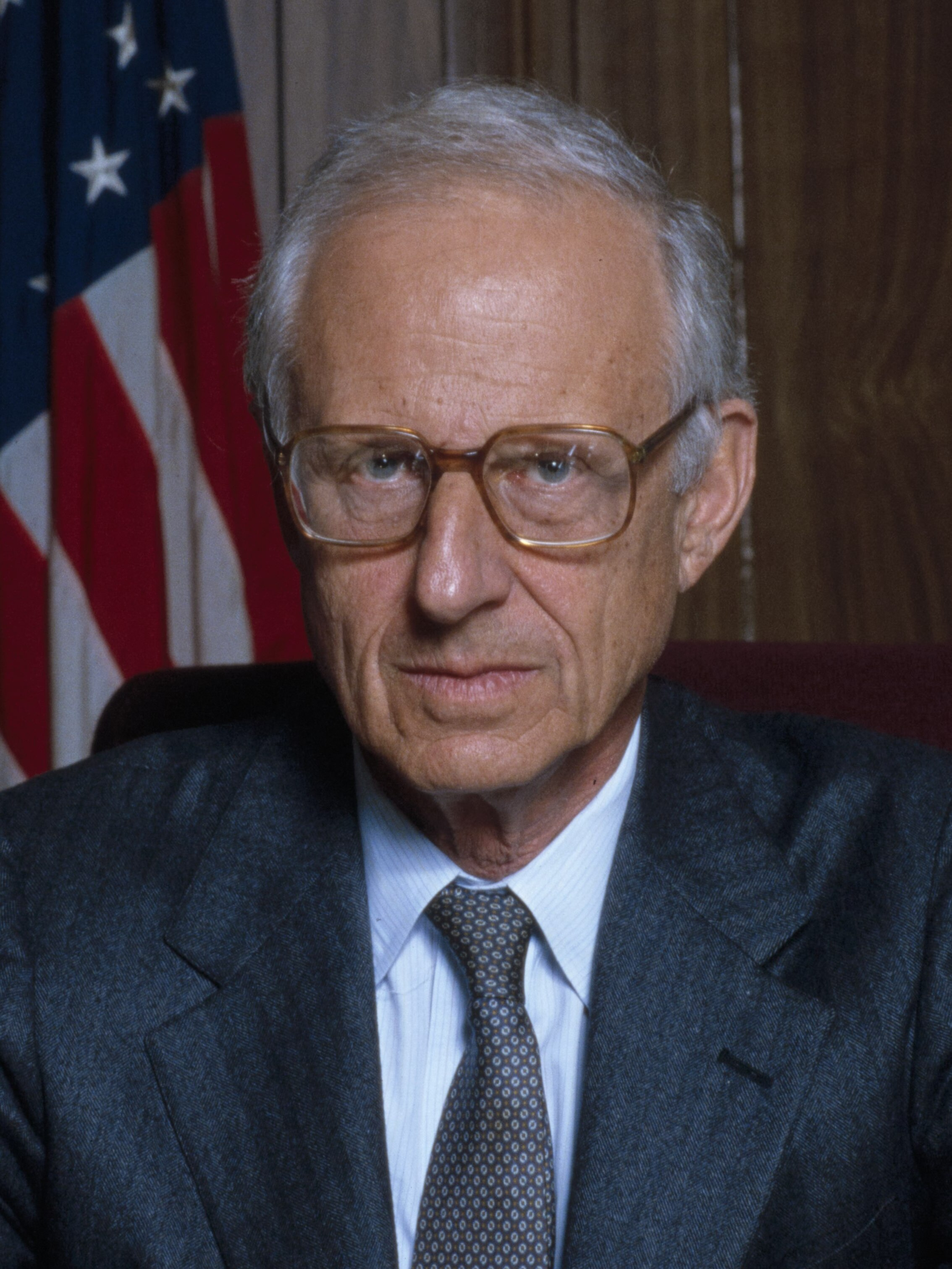
Robert Morgenthau (1985)

Robert Morris Morgenthau [ˈmɔːrgənθɔː] (* 31. Juli 1919 in New York City; † 21. Juli 2019 ebenda) war ein US-amerikanischer Jurist. Er war unter anderem als District Attorney in New York City zuständig für den Stadtbezirk Manhattan und galt als prägende Figur in seinem Bereich.

## Leben und Karriere

### Frühe Jahre
Robert Morgenthau wurde 1919 in New York City geboren und entstammt einer bekannten jüdischen Familie, die 1866 aus Deutschland in die USA ausgewandert war. Sein Vater Henry Morgenthau war von 1934 bis 1945 Finanzminister der Vereinigten Staaten und ist Namensgeber des Morgenthau-Plans. Robert Morgenthaus Großvater Henry Morgenthau senior war langjähriger Diplomat und Unternehmer. 
Nach seiner Schulbildung an der Deerfield Academy und am Amherst College trat Robert Morgenthau der United States Navy bei und diente dort über vier Jahre während des Zweiten Weltkriegs. Danach studierte er bis 1948 an der Yale University und war anschließend für die renommierte Anwaltskanzlei Patterson Belknap Webb & Tyler tätig, ab 1954 als Partner.

### Öffentliche Ämter
Nach zwölf Jahren als Anwalt in der Privatwirtschaft akzeptierte Morgenthau im Jahre 1961 die Berufung durch Präsident John F. Kennedy in das Amt des United States Attorney for the Southern District of New York und wechselte auf die Seite der Staatsanwaltschaft. Nach mehreren Stationen als Staatsanwalt war er zuletzt 30 Jahre District Attorney, also oberster Ankläger und Vertreter der Staatsanwaltschaft im Bezirk Manhattan. Unter seiner Leitung wurden viele Verurteilungen namhafter Angeklagter erreicht; viele Verhandlungen waren Gegenstand weltweiter Berichterstattung, so unter anderem:
- der Fall Mark David Chapman, Mörder des Ex-Beatles John Lennon
- der Fall der Bank of Credit and Commerce International
- der Betrugsfall der ehemaligen CEOs von Tyco International
- die Verhandlung um Bernhard Goetz, der 1984 in der New Yorker U-Bahn auf vier Afroamerikaner geschossen hatte, die ihn berauben wollten
- der Fall der nach Verurteilung auf seine Initiative hin freigesprochenen Central Park Five

Seine Arbeit diente den Machern der Fernsehserie Law & Order als Vorlage für die Figur einer der Staatsanwälte in der Serie. 2005, im Alter von 85 Jahren, gab Robert Morgenthau an, für eine neunte und letzte Amtszeit in den Wahlkampf zu ziehen, den er mit 99 % der Stimmen gewann. Am 31. Dezember 2009 beendete Morgenthau im Alter von 90 Jahren seine Karriere als Staatsanwalt. Sein Nachfolger wurde Cyrus Vance Jr., der Sohn des ehemaligen US-Außenministers Cyrus Vance. 2016 wurde Morgenthau mit der Leo-Baeck-Medaille ausgezeichnet.

## Privatleben

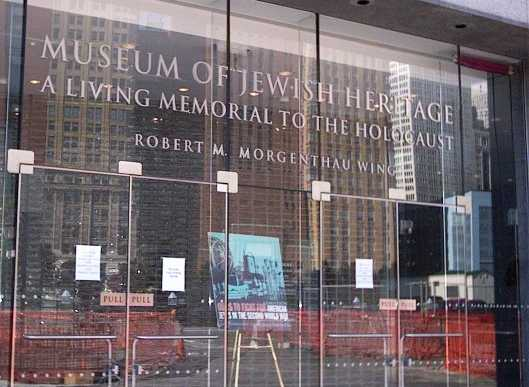
The Robert M. Morgenthau Wing im Museum of Jewish Heritage, New York City

Morgenthau war Mitglied der Demokratischen Partei und engagierte sich als Vorsitzender der Police Athletic League of New York City (einer wohltätigen Organisation zugunsten der Polizei) sowie als Vorsitzender des Museum of Jewish Heritage in Lower Manhattan. 
Mit seiner ersten Ehefrau Martha Pattridge, die 1972 starb, hat er fünf Kinder. 1977 heiratete er die Journalistin Lucinda Franks; mit ihr bekam er zwei Kinder. Morgenthau starb kurz vor seinem 100. Geburtstag im Juli 2019 im Krankenhaus von Lenox Hill.